# Kecskeméthi János
Kecskeméthi János (Linz, 1633. május 25. – Bécs, 1713. január 6.) bölcseleti doktor, Jézus-társasági áldozópap és egyházi szónok. 

## Élete
Nagyszombatban 1652. október 12-én lépett a rendbe; miután Kassán a bölcseletdoktori fokot elnyerte, hitszónok volt ugyanott, Győrött, Kőszegen, Nagyszombatban és magyar szónoklatával nagy hírt és nevet szerzett magának és többeket megnyert a római katolikus egyháznak. Kortársai magyar Cicerónak nevezték. 
A nagyszombati jezsuita kollégiumnak igazgatója volt két évig, a bécsi Pázmány-intézetnek pedig közel 14 évig; azután Rozsnyón, később Kőszegen (1667) rendfőnök (ahol éppen a pestis dühöngött és Kecskeméthi fáradhatatlan volt a betegek körül, olyannyira, hogy társait is helyettesítvén, saját életét kockáztatta); Sopronban (1694) kollégiumi igazgató, ugyanaz Kassán (1707) és végül Nagyszombatban. 
Miután három évig súlyos beteg volt, meghalt 1712-ben Bécsben.

## Munkája
- Effen Ignácz atyának szent gyakorlatait adta ki magyarul 12-rétben (Miután Stoeger latinul közli a munka címét, a könyv pedig ismeretlen irodalmunkban, könyvészeti leírását nem adható. Ferenczy szerint ezen munka címe: Nagy tűz kis szikrája, s Bécsben jelent meg.)

Szentiványi Márton után ugyancsak Stoeger azt hiszi, hogy több munkát, nagyobb részt prédikációkat írt és adott ki, melyek azonban szintén ismeretlenek.